# داودا کومپائوره
داودا کومپائوره (انگلیسی: Daouda Compaoré؛ زادهٔ ۶ ژانویهٔ ۱۹۷۳) بازیکن فوتبال اهل بورکینافاسو بود.
از باشگاه‌هایی که در آن بازی کرده است می‌توان به باشگاه فوتبال وسترلو اشاره کرد.
وی همچنین در تیم ملی فوتبال بورکینافاسو بازی کرده است.